# Caligula római császár
Caligula (teljes nevén Caius Caesar Augustus Germanicus; rövid hivatalos nevén Caius Caesar;  12. augusztus 31. – 41. január 14.) a Római Birodalom császára 37-től 41-ig.
Caligula az első római császári dinasztia tagjaként született. Apja Tiberius unokaöccse, anyja Augustus unokája volt. Apja korán meghalt, anyja és bátyjai politikai leszámolások áldozataivá váltak. Felnőtté válásától Tiberius palotájában élt Caprin, ahol élete az öreg császár szeszélyétől függött. Tiberius 37-es halálát követően a szenátus őt kiáltotta ki császárrá.
Uralkodása első néhány hónapjában mérsékelt és nemeslelkű uralkodónak mutatkozott. Egy állítólagos mérgezési kísérletet követően azonban zsarnokká vált és jellemének kegyetlen, extravagáns, szexuálisan kicsapongó vonásai kerültek előtérbe. Szinte valamennyi ókori forrásmunka őrültnek bélyegzi, bár ezek nagy része elfogultnak mondható. Uralkodásának nem egészen négy éve alatt azon dolgozott, hogy lebontsa a principátus rendszerének császárokat korlátozó eszközeit és korlátlan hatalmat építsen ki. Ambiciózus építkezéseivel, extravagáns életmódjával hamarosan kimerítette a birodalom kincstárát és ezután válogatott eszközökkel igyekezett pénzt kicsikarni mind az arisztokráciából, mind a köznépből. Két új vízvezetéket építtetett Rómában és annektálta Mauretánia római klienskirályságát (miután annak uralkodóját megölette).
41 januárjában Caligulát meggyilkolta egy összeesküvő csoport, amelynek tagjai a szenátorok, udvaroncok és a praetoriánus gárda tagjaiból verbuválódtak. Halála után a szenátus hamvába holt kísérletet tett a köztársaság visszaállítására, de a hadsereg császárrá kiáltotta ki Claudiust, Caligula szellemileg némileg visszamaradottnak tartott nagybátyját, a dinasztia egyetlen életben maradt, felnőtt férfitagját.

## Ifjúsága

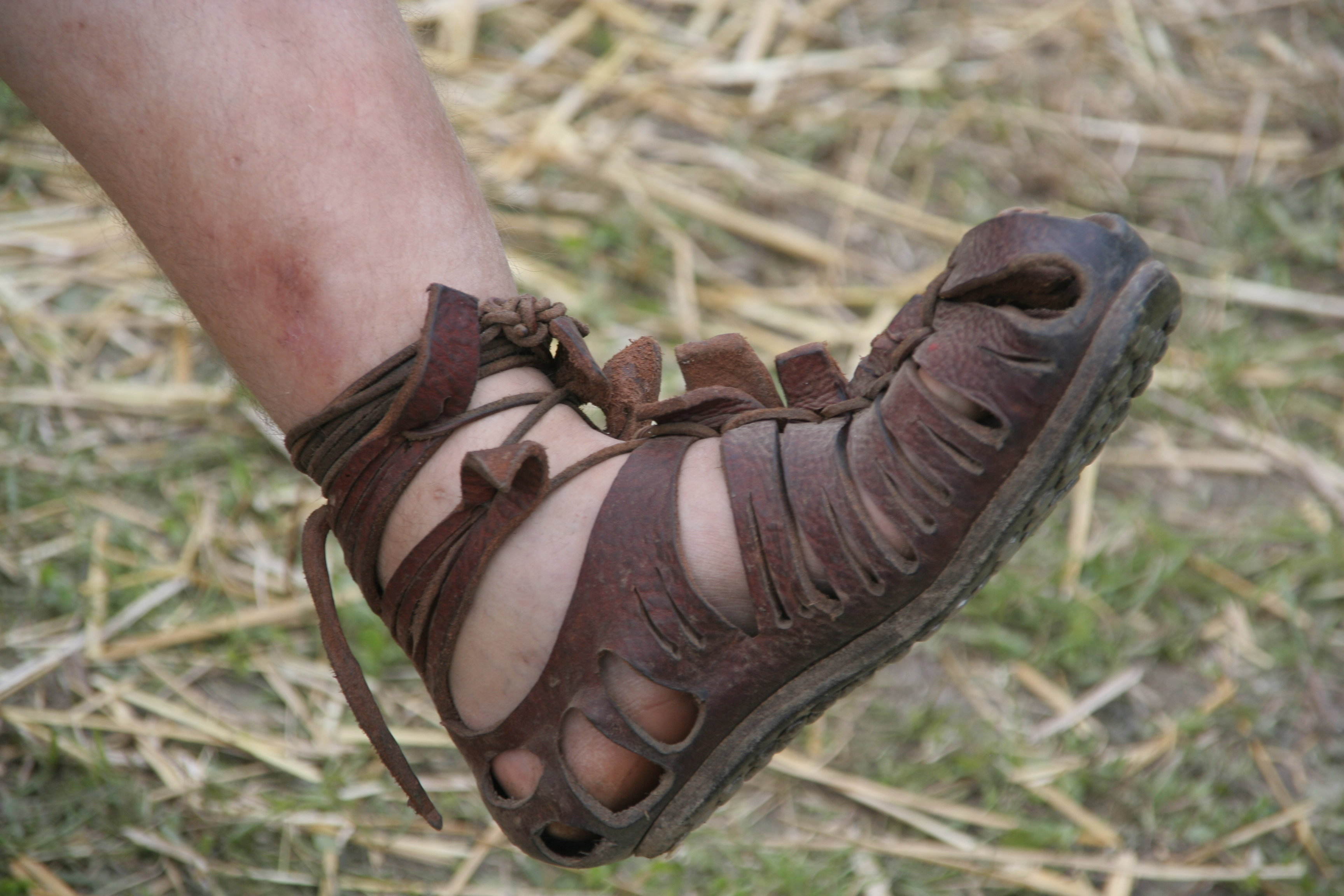
Római caliga reprodukciója

Caligula i. sz. 12. augusztus 31-én született Antiumban Caius Iulius Caesar néven, a Iulius-Claudius császári dinasztia tagjaként. Apja Germanicus volt (Tiberius császár unokaöccse és fogadott fia), anyja pedig Agrippina, Augustus császár unokája. Apai nagybátyja Claudius volt, aki később szintén a trónra került Caius a harmadik volt szülei hat, a felnőttkort megért gyermeke közül; a családhoz tartozott még két bátyja, Nero és Drusus, valamint három húga, Agrippina, Iulia Drusilla és Iulia Livilla.
Apja már két-három évesen is elvitte magával a germánok elleni hadjárataira. Miniatűr katonai ruházatot viselt, ami a legionáriusoknak nagyon tetszett, apró saruiról kapta a Caligula becenevet is (a caliga a katonák szöges bőrsaruja volt, a caligula ennek becézett alakja). Ő azonban később nem szerette ha így szólították. A katonák ragaszkodását mutatja, hogy amikor Augustus 14-es halálát követően lázongásra került sor, ennek hamar vége lett, mikor megtudták, hogy a gyereket a veszélyes helyzet miatt a szomszéd városba viszik. A zendülők feltartóztatták a kocsiját, és könyörögtek nekik, hogy ne hozzanak rájuk ekkora szégyent.

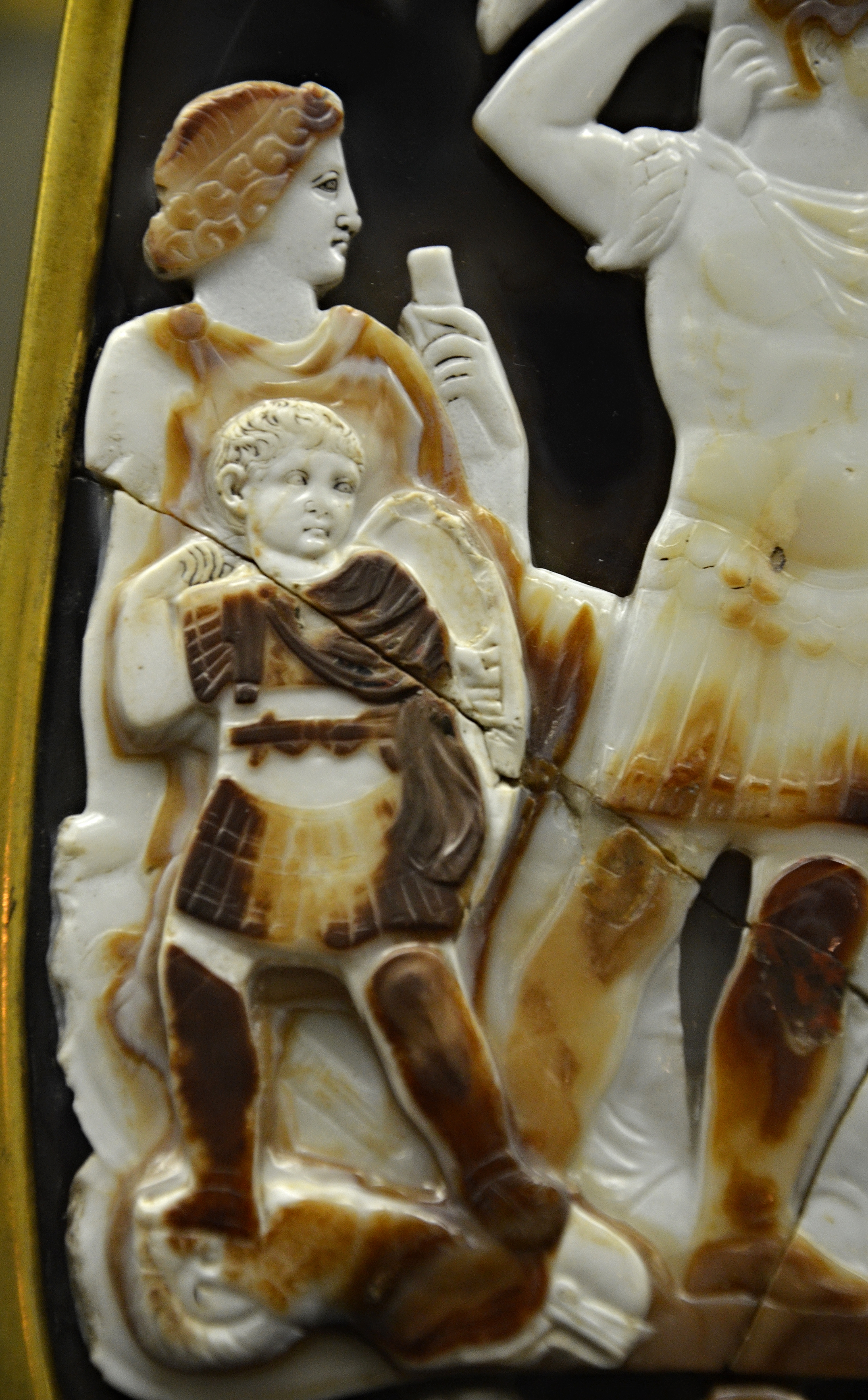
A gyermek Caligula és nagynénje, Livilla a császári családot ábrázoló kámeán

Apja 19-ben halt meg (állítólag Cnaeus Calpurnius Piso syriai helytartó mérgezte meg, egyes pletykák szerint Tiberius utasítására), amikor Caligula még csak hét éves volt. Ezt követően anyjánál nevelkedett, míg annak viszonya meg nem romlott a császárral. Tiberius nem engedélyezte, hogy Agrippina újból férjhez menjen, attól tartva hogy férje a riválisává válhat. 29-ben Agrippinát és legidősebb fiát, Nerót a császár kegyencének, Seianusnak mesterkedése nyomán, állítólagos erkölcstelenségük miatt száműzték. Caligulát dédanyja, Livia gondjaira bízták, aki viszont még ebben az évben meghalt. Temetésén ő mondta a gyászbeszédet. Ezután nagyanyjánál, Antoniánál élt. A következő évben másik bátyját, Drusust is bebörtönözték.
Húsz évesen, miután felnőtté nyilvánították, Tiberius maga mellé hívta Capri szigetére; Caligula a következő hat évben palotájában lakott. Röviddel költözését követően két bátyja, majd anyja is meghaltak a fogságban; vagy öngyilkosok lettek vagy halálra éheztették őket. Tiberius a közvélemény várakozása ellenére nem ölette meg Caligulát, aki viszont úgy tett, mintha mi sem történt volna, nagy önuralommal viselte a történteket és mindenben engedelmeskedett Tiberiusnak. Ahogyan a híres szónok, Passienus mondta róla: "nincs nála jobb rabszolga, de gonoszabb gazda sem".
Caligula később azt állította, hogy egyszer tőrrel a kezében belopózott Tiberius hálószobájába, hogy megbosszulja anyját és fivéreit, de nem volt képes megölni az öregembert. Állítása szerint erről maga Tiberius is tudott, de nem merte őt felelősségre vonni. Suetonius azt írja róla, hogy már ekkor kiütközött kegyetlen, vad természete: szívesen nézte a kínvallatásokat és kivégzéseket és álruhában lebujokba, bordélyokba járt. Tiberius elnézte ezeket a kilengéseit, remélve hogy lehiggad, ha kiélheti vágyait; mindazonáltal tisztában volt Caligula jellemének hiányosságaival: "keresztes viperát nevel ő a római népnek s egy Phaetont a földkerekségnek", mondta.
33-ban tiszteletbeli quaestori tisztséget kapott és meg is tartotta egészen trónra kerüléséig. Ugyanebben az évben feleségül vette Iunia Claudillát (Tiberius egyik közeli barátjának, M. Iunius Silanusnak a lányát), aki azonban a következő évben gyerekükkel együtt belehalt a szülésbe. Nagyjából ekkoriban barátkozott össze a pratetoriánus gárda parancsnokával, Naevius Sutorius Macróval, aki fontosnak tartotta a jó viszonyt az egyik lehetséges trónörökösnek tartott Caligulával; még azt is elnézte, amikor az viszonyt kezdett feleségével, Ennia Thrasyllával.
Tiberius 35-ben magához rendelte Caligulát és 16 éves unokáját, Tiberius Gemellust és kettejüket közösen nevezte meg örökösének.

## Uralkodása

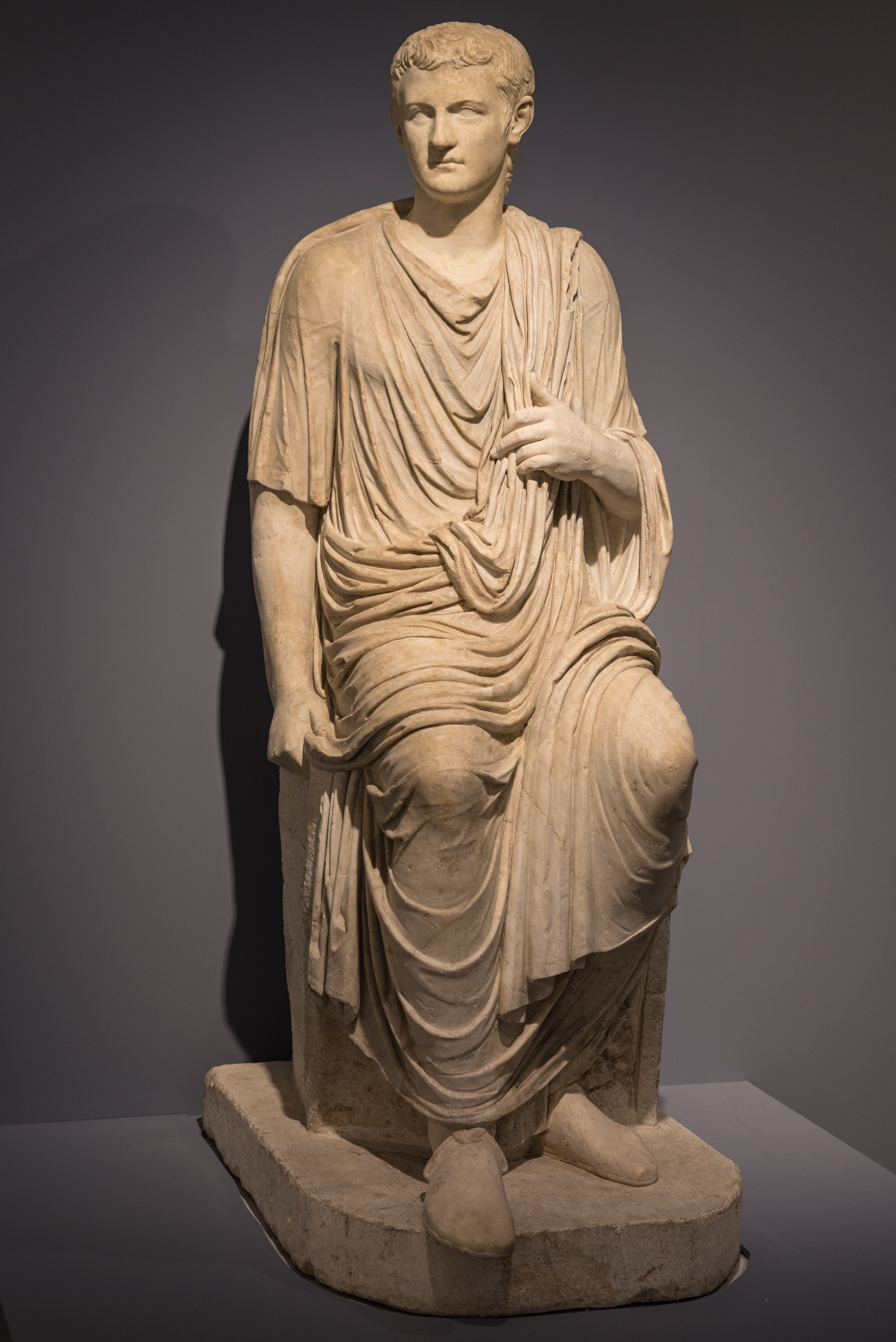
Caligula ülő szobra (Louvre)

37. március 16-án a 77 éves Tiberius meghalt. Egyes történetírók szerint  meggyilkolták; ugyanis amikor rosszul lett és azt hitték hogy halálán van, ünnepelni kezdték Caligulát, mint az új császárt, de Tiberius kezdett magához térni és ekkor Caligula (Suetonius és Cassius Dio szerint) vagy Macro (Tacitus szerint) az arcára nyomott egy takarót és megfojtotta. Suetonius azt írja, hogy az esetnek tanúja volt egy rabszolga, akit Caligula keresztre feszíttetett. A kortárs Seneca és Philón, valamint a néhány évtizeddel később élő Iosephus Flavius szerint azonban Tiberius természetes halállal távozott az élők sorából. Tiberius végrendeletének azt a részletét, amelyben Caligulát és Gemellust közösen nevezi meg utódjaként, az elhunyt császár elmebeli gyengeségére hivatkozva érvénytelenítették, mert Gemellus még kiskorú volt, aki hivatalosan a szenátusba sem léphetett be.
Március 18-án a szenátus Caligulát császárrá nyilvánította. Tiberius zsarnoksága és kegyetlenkedései után a nép kitörő örömmel fogadta az új uralkodót, akinek emlékeztek még népszerű apjára, másrészt részvétet éreztek iránta családtagjainak meggyilkolása miatt. Ő volt az első római császár, akit mindenki szeretett "az egész világon, a felkelő naptól a lenyugvóig". Három hónap alatt 160 ezer áldozati állatot vágtak le a tiszteletére és amikor megbetegedett, többen saját életüket ajánlgatták cserébe a felépüléséért. Uralkodásának első hét hónapjában úgy látszott, hogy a nép öröme jogos volt.

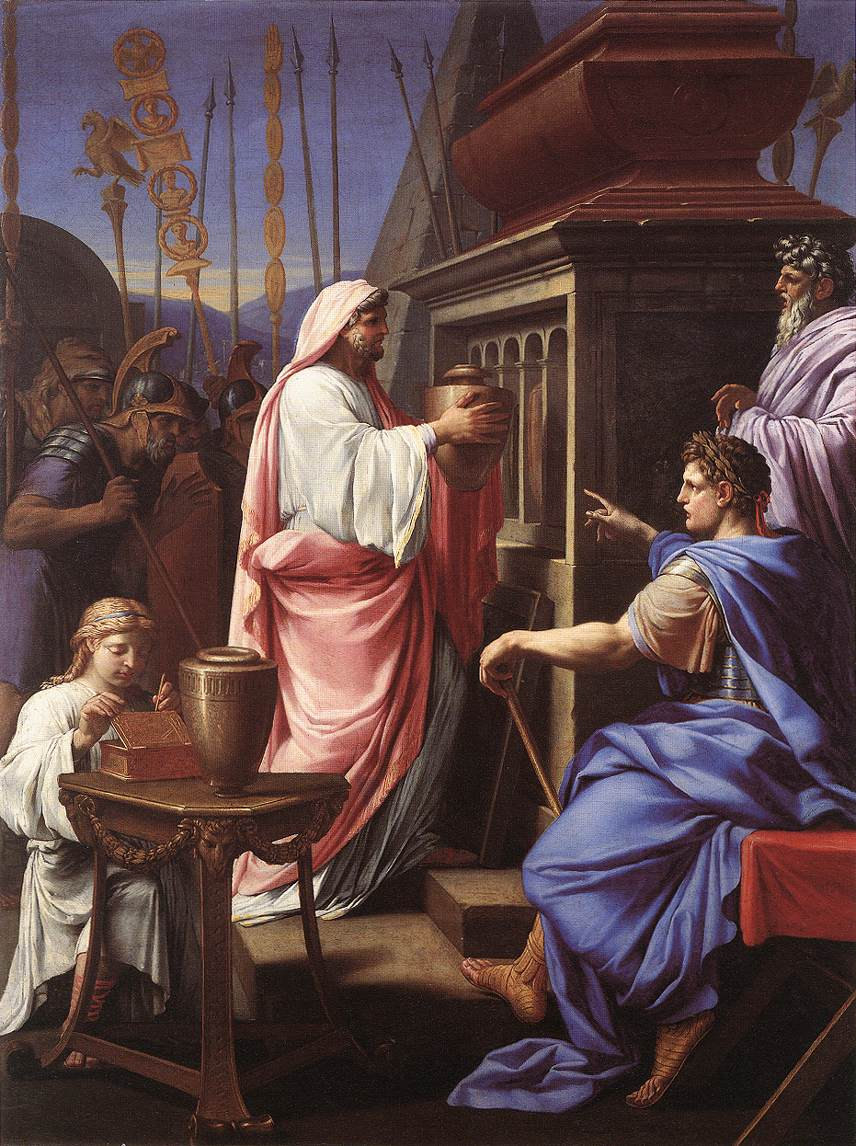
Caligula elhelyezi anyja és fivére hamvait őseik sírjában (Eustache Le Sueur képe, 1647)

Miután nagy pompával eltemette Tiberiust, egyik első dolga az volt, hogy elhajózott Pandateria szigetére, hazahozta anyja és fivére hamvait és Augustus mauzóleumában helyezte el őket. Apja emlékezetére a szeptember hónapot Germanicusnak nevezte át. Hogy megnyerje a hadsereg támogatását, pénzt osztott szét a katonák között, elsősorban a praetoriánus gárdának. Megsemmisíttette a Tiberius idejében kezdett felségárulási perek anyagait, kijelentette, hogy hasonló vádakkal nem kezdenek pereket, szabadon engedte a bebörtönözötteket és hazahívta a száműzötteket. Ki akarta végeztetni Tiberius fiúprostituáltjait, de hagyta meggyőzni magát, hogy csak Rómából tiltsa ki őket. A nép számára látványos ünnepségeket és gladiátorjátékokat rendezett.
Uralkodása elején több politikai és közigazgatási reformot hozott. Közzétette a birodalom költségvetését, ami Augustus idejében is nyilvános volt, Tiberius alatt viszont nem. Az igazságszolgáltatásban eltörölte a császári közbeavatkozást és a bírói testületek számát négyről ötre emelte. Felülvizsgáltatta a lovagi rendet és a kirívó szabálytalanságoknál megszégyenítésképpen nyilvánosan elkobozta az illető lovát. Felére csökkentette az árverési illetéket, sokaknak megtérítette a tűzkárát. De talán legfontosabb reformjaként a régi népgyűlések életrehívásával visszaadta a nép választójogát.
37 októberében Caligula súlyosan megbetegedett, és bár hamarosan jobban lett, meg volt győződve róla, hogy meg akarták mérgezni. Az eset fordulópontnak bizonyult, a népszerű fiatal uralkodó ekkortól kezdve zsarnokként viselkedett és elkezdte meggyilkoltatni vagy száműzni azokat, akiket potenciális fenyegetést jelenthettek számára. Talán ekkor ébredt rá, hogy az őt régóta kísérő életveszély nem ért véget Tiberius halálával. Mentális stabilitásának az sem tett jót, amikor rajongásig szeretett húga, Iulia Drusilla 38 nyarán belehalt a Rómában akkor tomboló járványba. Caligula egyik első áldozata Gemellus volt, akit azzal vádolt hogy meg akarja mérgezni, mert gyógyszert – a császár állítása szerint ellenmérget – vett be a köhögésére. A gyilkosság mélyen felháborította Antoniát, mindkettejük nagyanyját. Antonia 38 májusában öngyilkos lett, bár egyes pletykák szerint Caligula mérgeztette meg. Kivégeztette apósát, Marcus Iunius Silanust (feltehetően a Gemellus-ügyhez kapcsolódóan) és két évvel később egy állítólagos összeesküvés miatt  sógorát, Marcus Aemilius Lepidust (Iulia Drusilla özvegy férjét); ekkor száműzte két húgát, Agrippinát és Livillát is. 38-ban kegyvesztetté vált Macro és Ennia; letartóztatták őket és börtönükben öngyilkosságot követtek el. Némileg gyengeelméjűnek és uralkodásra alkalmatlannak tartott nagybátyja, Claudius életben maradhatott, de Caligula gyakran gúnyolódott rajta. Szégyellte nagyapja, Agrippa alacsony származását és azt terjesztette, hogy anyja Augustus császár és lánya, Iulia vérfertőző nászából született.

### Pénzügyi válság

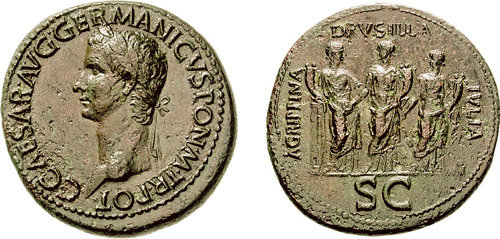
Caligula sestertiusa, hátoldalán három húgának alakjával

Bár Tiberius hatalmas vagyont (a becslések 2300 és 3300 millió sestertius közöttiek) hagyott rá, a pénzosztogatás, a népszerűséghajhászó intézkedések, a látványos ünnepségek, építkezések egy éven belül kiürítették a kincstárat. Caligula ekkor különféle módjait találta ki a pénzfelhajtásnak. Számos új adót vezetett be (adót vetett ki az élelmiszer-eladásokra, a házasodásra, a bíróságokon perelt összegek 2,5%-át az államnak kellett befizetni, egynyolcadnyi adóval sújtották a napszámot és a prostituáltak napi egy vendég befizetését voltak kötelesek leadni). Ha valaki nem fizette be a hiányosan közzétett új adókat, extra bírsággal sújtották. Lánya születésekor és újévkor "önkéntes" adományokat várt el a polgároktól. Elvárta, hogy őt is belevegyék a végrendeletekbe, aki ezt nem tette meg, annak végrendeletét hálátlanság címén megsemmisítette. Elítélt húgai vagyonát, valamint gladiátorokat és a gladiátorjátékok felszereléseit személyesen árverezte el és bordélyházat nyitott, ahová elvárta a vagyonos polgárságot. Hamis vádak alapján gazdag embereket ítéltetett el, hogy elkobozhassa vagyonukat, sokakat ki is végeztek. Pénzszerzési akcióihoz és építkezéseihez lefoglalta Róma valamennyi igavonó állatát, a nápolyi pontonhídhoz (lásd lejjebb) pedig a gabonaszállító hajókat, így egy ideig akadozott az élelmiszer-ellátás.
Egyes történészek kétségbe vonják a Suetonius és Cassius Dio műveiben említett, Caligula elvert vagyon nagyságát. Pénzkibocsátása uralkodása alatt nem utal arra, hogy a kincstár szűkében lett volna a nemesfémeknek. Az is ellentmond a kiürült kincstárról szóló állításnak, hogy utóda, Claudius megválasztásakor a preatoriánus gárda minden tagjának 15 ezer sestertiust tudott kiosztani.

### Építkezései

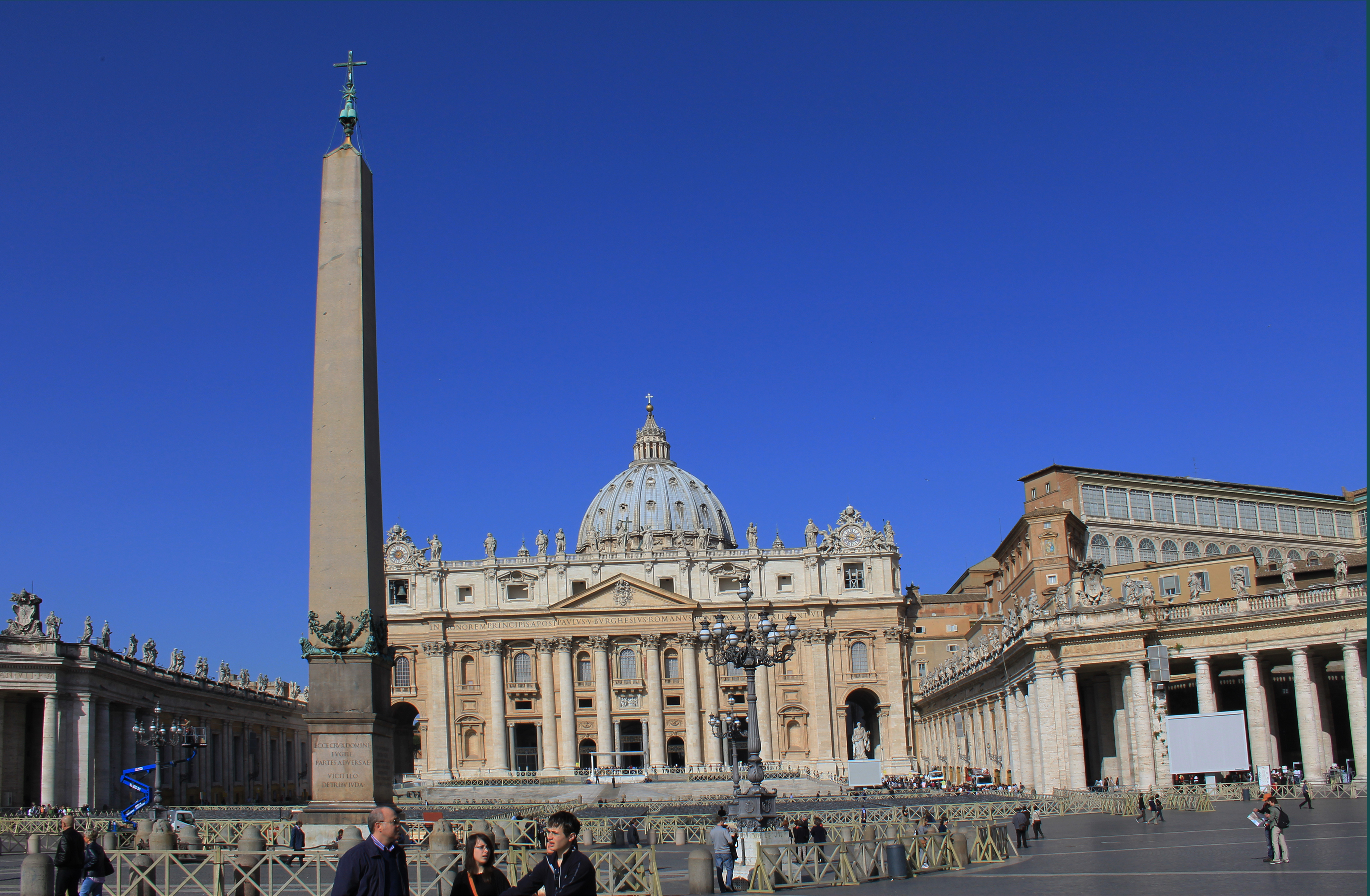
A vatikáni obeliszk, amelyet Caligula hozatott Egyiptomból Rómába

Az elvert vagyon egy jelentős hányada a látványos építkezésekre ment el, melyek közül egyesek a köz javát szolgálták. Iosephus Flavius Caligula legnagyobb sikerei között tartja számon Rhegium és Szicília kikötőinek kibővítését, hogy ezáltal megnövelhesse az egyiptomi gabonaszállítmányokat (lehetséges hogy ezekre az intézkedésekre az élelmiszerhiányt követően került sor).
Rómában befejezte Augustus templomát és Pompeius színházát, valamint a Saepta mellett egy amfiteátrum építésébe kezdett. Kibővítette a császári palotát. Ő kezdte el az Aqua Claudia és Anio Novus vízvezetékek építését, melyeket Plinius az építészet csodáinak nevezett. Hatalmas kocsiversenypályát építtetett (Caius és Nero circusát), közepére pedig Egyiptomból hozatott egy obeliszket (ez ma a vatikáni obeliszk).

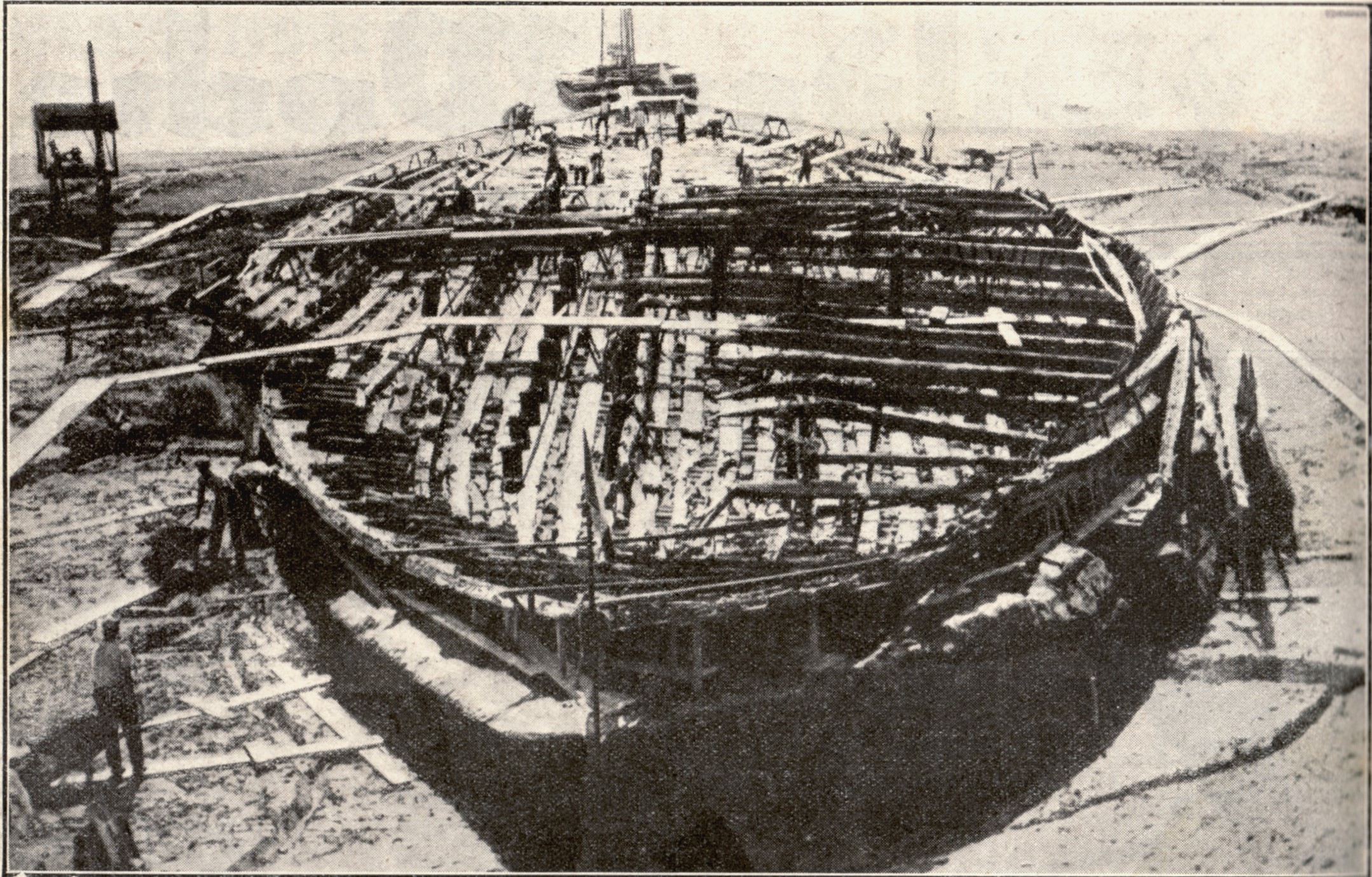
A Nemi-tóból kiemelt hajó maradványai

A szicíliai Syracusaeben kijavíttatta a városfalat és templomokat. Új utakat építtetett és kijavíttatta a régieket. Tervbe vette, hogy újjáépíti Számoszon Polükratész palotáját, Epheszoszban Apolló templomát, várost akart alapítani az Alpok gerincén és megépíteni a Korinthoszi-csatornát; utóbbihoz el is küldte a mérnököket a munka felmérésére.
39-ben ideiglenes pontonhidat építtetett a tengeren, a Nápolyi-öböl északnyugati részén, az egymástól 3600 lépésre lévő Puteoli és Baiae között. Ehhez mindenfelől összeszedette a teherhajókat, két sorba állíttatta őket, földet döngöltetett rá és fel-alá vonulgatott rajta, hol lovon, hol kocsin. Egyesek szerint Caligula – aki egyébként nem tudott úszni – azért építette a hidat, hogy versenyre keljen a Hellészpontoszon hidat verető Xerxésszel; de Suetonius szerint az értelmetlennek tűnő teljesítménybe azért fogott bele, mert évekkel korábban Tiberius csillagjósa, Thraszüllosz azt mondta, hogy "Caius éppoly kevéssé kerül uralomra, mint amilyen biztos, hogy nem kél át lóháton a baiaei öblön."
A Nemi-tavon két 70 m hosszú hajót építtetett, az ókori világ legnagyobbjai közül valókat. A kisebbiken Diana templomául szolgált, míg a nagyobbikon fényűző palotát rendeztek be, melynek márványpadlója és csatornázása is volt. A hajókat Caligula halála után elsüllyesztették (1929-ben kiemelték őket, de a második világháborúban elpusztultak).

### Viszály a szenátussal
39-ben ismeretlen okokból megromlott a császár és a szenátus közötti viszony. Egyes feltételezések szerint a szenátus a Capri szigetén élő Tiberius idején túlságosan hozzászokott, hogy maga intézi az ügyeit. Ezenfelül Tiberius politikai tisztogatásainak több, a császári dinasztiát támogató szenátor is áldozatául esett (mint pl.  Asinius Gallus).
Caligula ismét elővette a Tiberius-korabeli felségárulási perek iratait (azokat, amelyekről korábban azt állította, hogy elégette őket) és azok alapján összeállította a megbízhatatlan szenátorok listáját. Új felségárulási pereket is indított. Lecserélte a consult és több szenátort kivégeztetett. Suetonius szerint a többi szenátort is megalázta azzal, hogy sokáig váratta vagy a kocsija mellett futtatta őket.
Ezt követően több tényleges vagy vélt összeesküvést is szerveztek ellene. 39 végén leleplezték húgai és özvegy sógora császárgyilkos tervét; ezt követően pedig Cnaeus Cornelius Lentulus Gaetulicus germaniai kormányzót végezték ki szintén összeesküvésben való részvételért.

### Provinciális ügyek, hadjáratok

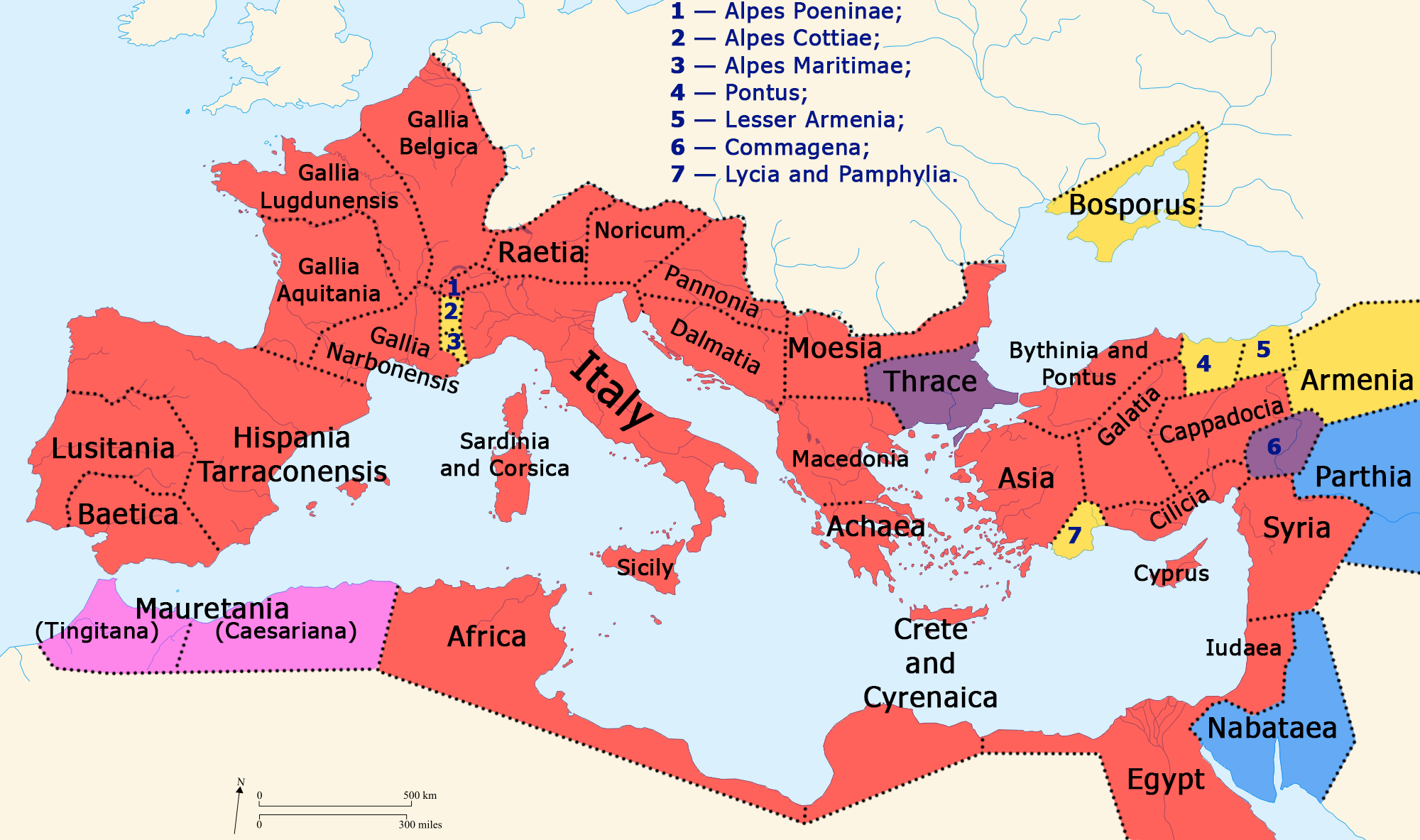
A Római Birodalom Caligula idején.
Itália és a provinciák
Független államok
Klienskirályságok (római bábállamok)
Az annektált Mauretania
Thrákia és Kommagéné klienskirályságok

38-ban Caligula visszaállította a Tiberius által 17-ben Syria provinciához csatolt Kommagéné királyságát (valamint további területeket csatolt hozzá Ciliciából) és korábbi királyának fiát, IV. Antiokhoszt helyezte az élére, akinek átadta a királyság húsz év alatt a római kincstárba befizetett adóit is.
40-ben annektálta a mauretaniai klienskirályságot és jelentős előkészületeket tett egy germániai hadjáratra.
Az észak-afrikai Mauretania Róma vazallusa volt. Caligula a fővárosba invitálta királyát, Ptolemaioszt, majd váratlanul kivégeztette (állítólag azért, mert pompás bíborköpenyével elvonta róla a figyelmet). A királyságot annektálták és a Malua folyó mentén két (Mauretania Tingitana és Mauretania Caesariensis) provinciára osztották. Plinius szerint a kettéosztás Caligula munkája volt, de Cassius Dio azt állítja, hogy arra csak egy 42-ben kirobbant felkelés leverését követően került sor. Az első név szerint ismert mauretaniai helytartó Marcus Fadius Celer Flavianus, 44-ből.
Caligula látszólag hadat viselt a germánok ellen és amikor egy briton király, Cunobelinus elűzött fia, Adminius nála keresett menedéket, valószínűleg tervezett egy britanniai hadjáratot is. Tényleges hadműveletekre nem került sor, a császár vezette légiók csak felvonultak Galliában és a rajnai határnál. Caligula állítólag átküldte germán testőreit a folyón hogy játsszák el az ellenség szerepét, majd úgy tett, mint aki legyőzi őket. Ezt követően átvonult az óceán partjához, de nem kelt át Britanniába, hanem a katonáival kagylókat szedetett, mint Oceanustól szerzett zsákmányt. Galliában germán külsejű férfiakat toborzott, akiket germán ruhákba öltöztettek és felvonultatták őket a diadalmenetében. Caligula ezután felvette a Germanicus és Britannicus mellékneveket, mintha meghódította volna ezeket az országokat.

### Keleti ügyek

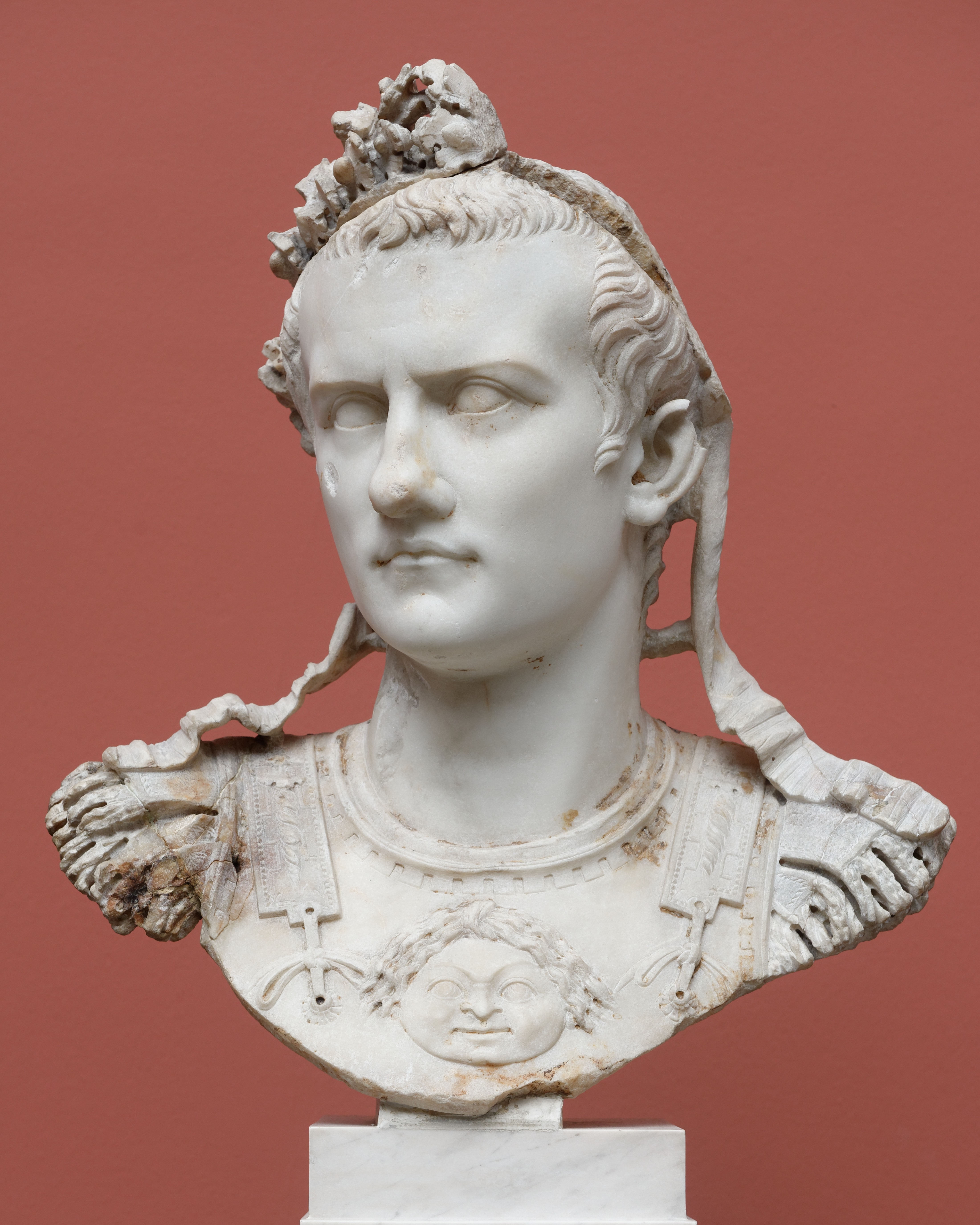
Caligula mellszobra

Caligula uralkodása alatt a keleti provinciákban több ízben törtek ki lázongások, zavargások. Ezek kezelésében sokat segített a császárnak barátja, Heródes Agrippa, akit a dél-szíriai Gaulanitis (Golán-fennsík), Batanaea és Trachonitis királyává nevezett ki. A társadalmi nyugtalanságot jórészt a zsidó hagyományok, a római törvények és a hellenisztikus kultúra közötti ellentétek váltották ki.
Caligula nem bízott Aulus Avilius Flaccus egyiptomi kormányzóban, aki korábban Tiberius híveként konspirált Caligula anyja ellen és jó kapcsolatai voltak az egyiptomi szeparatista körökkel. 38-ban a császár csendben Alexandriába küldte Agrippát, hogy ellenőrizze Flaccus tevékenységét. Alexandriai Philón szerint a helyi zsidókat gyűlölő alexandriai görögök gúnyolódva fogadták Agrippát (akit a zsidók királyának tartottak) és zavargásokra került sor a városban, melynek során több ezer zsidót meggyilkoltak. Caligula erre leváltotta Flaccust, száműzte és később kivégeztette őt.
39-ben Agrippa azzal vádolta meg nagybátyját, Heródes Antipaszt, Júdea, Galilea és Perea tetrakhészét, hogy pártus segítséggel Róma-ellenes felkelést készít elő. Caligula Hispániába száműzte Heródes Antipaszt, országát és kincstárát pedig Agrippának adta át.
40-ben ismét zavargások kezdődtek az alexandriai görögök és zsidók között; utóbbiakat azzal vádolták, hogy nem adják meg a tiszteletet a császárnak. A júdeai Jamniában a zsidók lerombolták a császárnak emelt oltárt, mire Caligula elrendelte, hogy a saját szobrát állítsák fel a jeruzsálemi Templomban. A végrehajtással megbízott syriai helytartó, Publius Petronius tisztában volt azzal, hogy a szobor felállítása felkelést provokálna ki, ezért ahogyan tudta, halogatta a munkálatokat. Agrippának végül sikerült meggyőznia a császárt, hogy vonja vissza parancsát.

### Az isteni Caligula

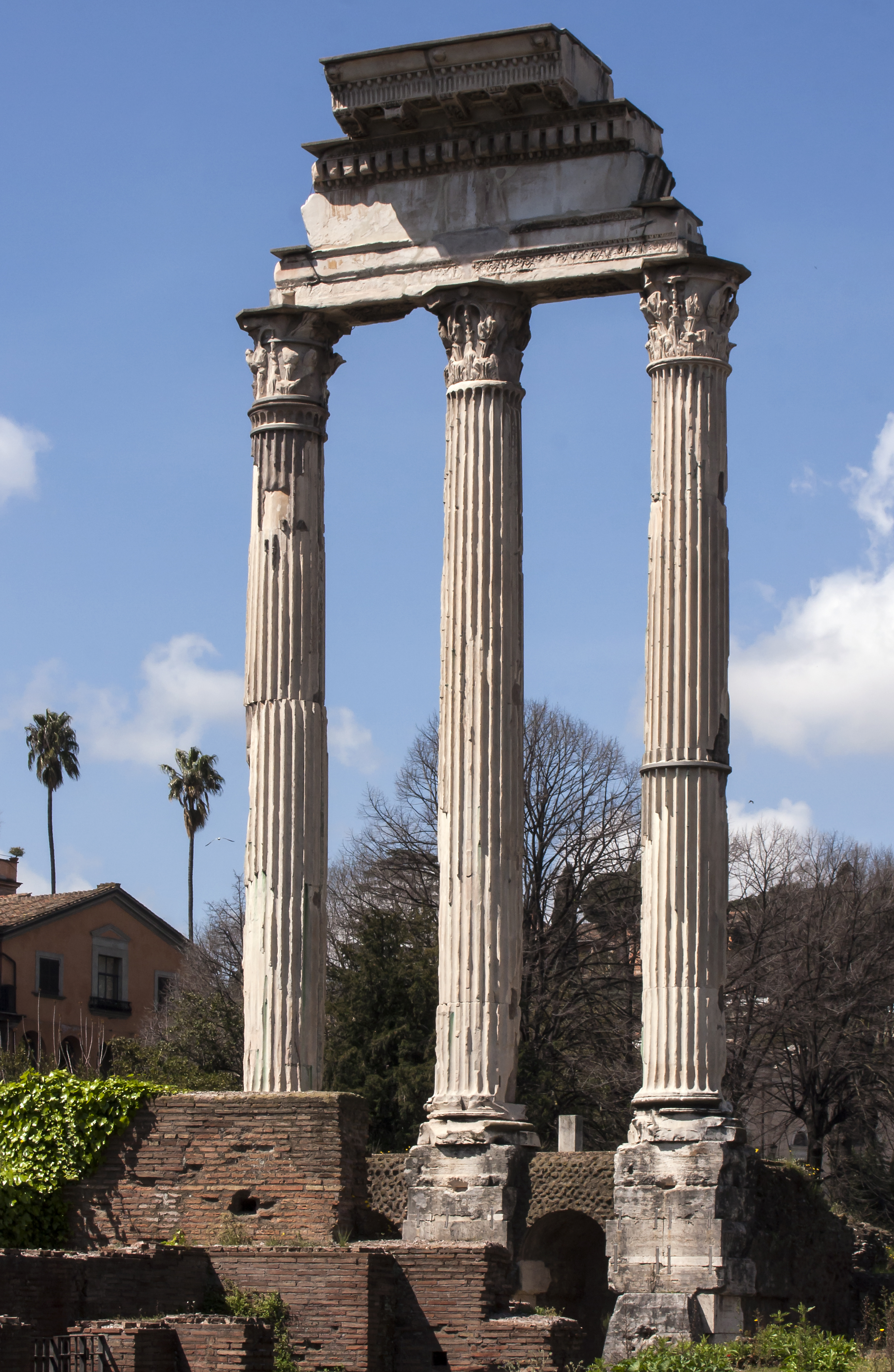
Castor és Pollux templomának romjai a római Forumon

A Caligulát megelőző császárok közül Augustust halála után istennek nyilvánították, Tiberiust viszont (aki egyébként is igyekezett elhárítani magától a túlzó címeket és kitüntetéseket) nem. Általában inkább a keleti birodalmakban tartották isteninek életükben az uralkodókat, Rómában óvakodtak ettől. Caligula azonban már életében istennek kijáró hódolatot követelt meg magának. Rendszeresen különböző istennek és félistennek (Hercules, Mercurius, Apollo; de akár Venus, Diana vagy Juno) öltözötten jelent meg nyilvánosan. Több ízben istennek nevezte magát, az is előfordult hogy Jupiterként hivatkoztak rá a hivatalos okmányokban.
Milétoszban lefoglaltatta kultusza számára Apollo templomát, Rómában pedig két templomot építtetett magának. Tervezte a capitoliumi Jupiter-templom kisajátítását és Jupiter átköltöztetését egy másik templomba, ahová átszállítatta volna Görögországból a híres olümposzi Zeusz-szobrot (az ehhez épített hajó azonban viharban elsüllyedt) A Forumon álló Castor és Pollux templomát pedig a palotája előcsarnokává alakíttatta. Több istenszobor fejét leüttette és helyére saját képmását helyeztette. Napistenként, "Neosz Héliosz"-ként is pózolt; Egyiptomban kiadott pénzén is napistenként ábrázolták.

### Botrányok
Caligulát már a kortárs szerzők, Alexandriai Philón és ifjabb Seneca is őrültnek nevezték, olyan uralkodónak aki öntelt, indulatos, szeszélyből ölet meg embereket, tékozló és bujálkodó. Állításuk szerint más férfiak feleségét kényszerítette szexre és utána dicsekedett vele, szórakozásból gyilkolt, és nemtörődöm módon szórta a pénzt – például a pontonhídjára – amivel éhínséget okozott. Egyszer az arénában a nézőket dobatta a vadállatok elé, mert unatkozott és nem volt elég halálraítélt.
Suetonius és Cassius Dio jóval később éltek és részben a korábbi történeteket ismétlik, másrészt újabb színes részletekkel is szolgálnak (ezek megbízhatósága kétséges). Állítólag mindhárom húgával vérfertőző kapcsolatot tartott fenn, de kedvence Drusilla volt. Húga halálakor teljesen összeomlott, a gyászoló férj ceremóniáit követte, ezenkívül törvénykezési szünetet rendelt el és halálbüntetés terhe mellett betiltotta a nevetést, a mosakodást és a családdal való étkezést. Másik két húgát állítólag kegyenceinek is átengedte.

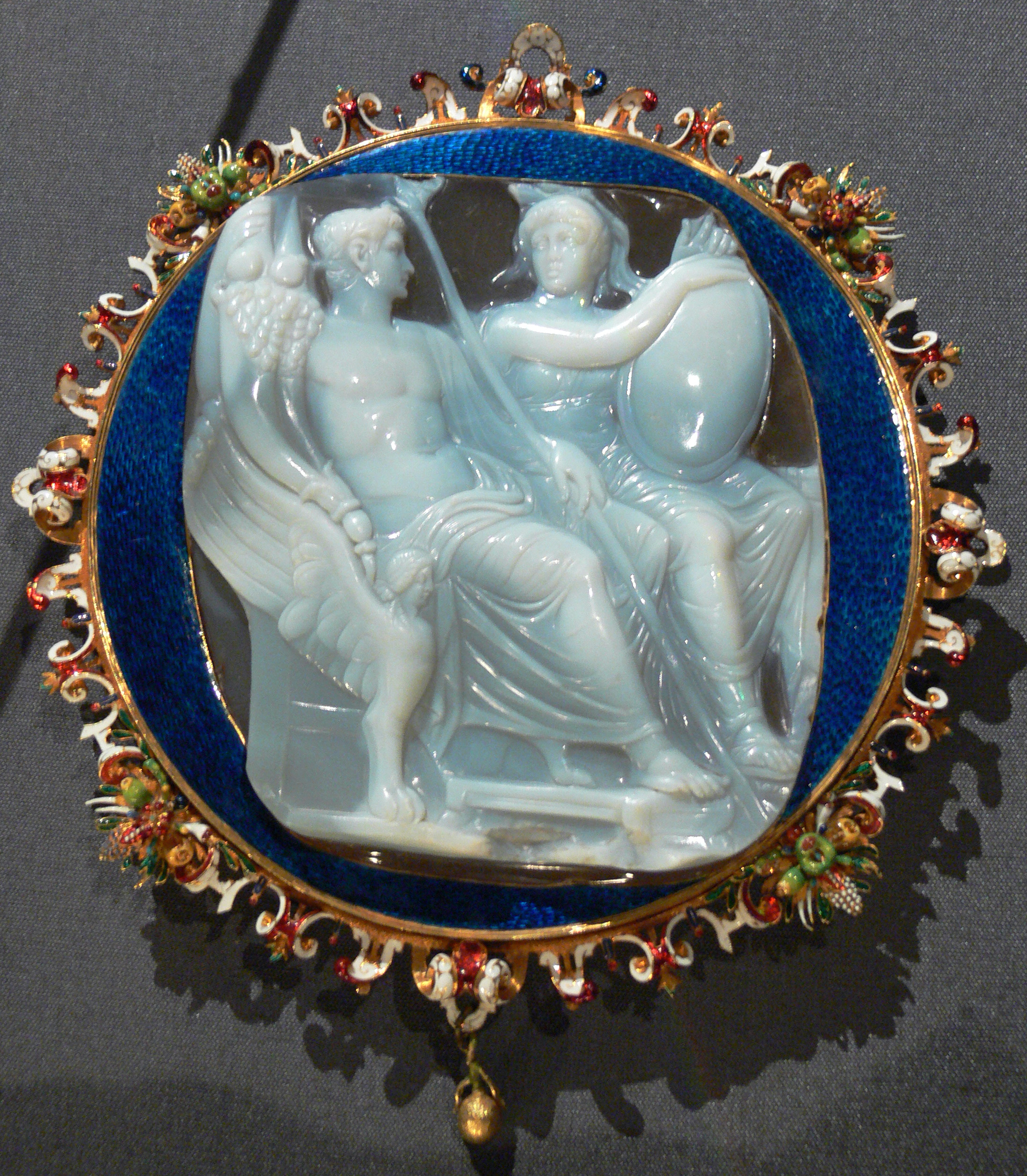
Caligula és Roma istennő

Egy férfi a császár megbetegedése idején fogadalmat tett, hogy ha felgyógyul, ő gladiátornak áll; ezt az ígéretét behajtotta rajta és csak miután győzött az arénában, és sokan könyörögtek érte, engedte el őt. Mondvacsinált okokból vagy mert kedvezőtlenül nyilatkoztak a császár által rendezett játékról, magas rangú férfiakat megöletett, bányamunkára, útépítésre ítélt, vagy az arénába küldött. A szülőket kényszerítette, hogy fiaik kivégzését végignézzék; amikor valaki a betegségére hivatkozva kimentette magát, gyaloghintót küldött érte.
Amikor a Circus Maximus ingyenhelyeit éjszaka elfoglalni igyekvők zavarták az álmát, kiverette őket onnan és a tolongásban húsz lovag, ugyanannyi előkelő nő és számos alacsonyabb rangú férfi lelte a halálát. Egyszer amikor kocsiversenyen a tömeg más versenyzőt ünnepelt mint ő, haragjában felkiáltott: "Bárcsak egy nyaka lenne az egész római népnek!". Amikor kiderült, hogy az arénában igen sokba kerül a hús a vadállatok etetéséhez, kijelölte, hogy a bebörtönzött bűnözők közül kit kell felfalatni velük. A rabokat sorba állították, aztán – mivel a két szélső éppen kopasz volt – a császár kijelentette, hogy bűnüktől függetlenül "kopasztól kopaszig" vezessék el őket. Néha szórakozásból a tűző napsütésben félrehúzatta a vászontetőket a cirkuszban és megtiltotta, hogy bárki elhagyja a nézőteret. Volt, hogy a meghirdetett műsor helyett félholt vadállatokat, megvénült vívókat és gladiátorként közismert, de láthatóan nyomorék testű családapákat állított be. Állítólag egyszer bezáratta a magtárakat, és megüzente a népnek, hogy most éhínség következik.
Amikor a három kilométernél is hosszabb, egymás mellé állított hajókból épített puteoli pontonhíd felavatása történt, a parton nézelődő embereket odahívatta magához, majd hirtelen a tengerbe taszíttatta őket, azokat pedig akik a kormányrúdba igyekeztek kapaszkodni, azt csáklyákkal, evezőkkel visszadobatta a vízbe.
Kedvenc, Incitatus nevű lova nemhogy márványistállóban lakott, de saját palotát kapott személyzettel, berendezéssel. A cirkuszi játékok előtti napon katonaság vigyázott arra, hogy a környék lakossága zajongásával ne zavarja az állatot. Állítólag consullá is ki akarta nevezi.

## Családja

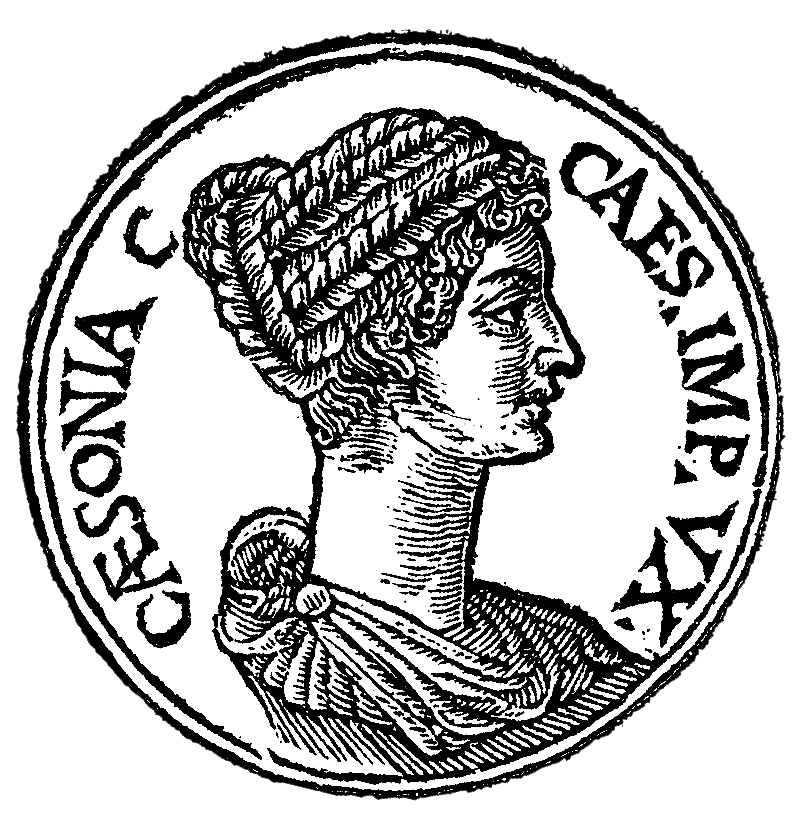
Milonia Caesonia, Caligula negyedik felesége (16. századi metszet)

Caligula először 31-ben vagy 33-ban nősült; Tiberius egyik régi barátjának, Marcus Iunius Silanusnak a lányát, Iunia Claudillát vette el. Felesége 34-37 között belehalt a szülésbe.
Már trónra lépése után, 37-ben vagy 38-ban megjelent Livia Orestilla Caius Calpurnius Pisóval tartott esküvőjén és megparancsolta, hogy a menyasszonyt vezessék a házába. Feleségül vette, de néhány nap múlva elkergette, majd két évvel később száműzte, mert az asszony időközben állítólag visszatért a régi férjéhez.
38-ban a volt consul Publius Memmius Regulus feleségét, Lollia Paulinát (akinek nagyanyjának szépségéről keringő történetek felkeltették kíváncsiságát) választotta el férjétől és vette feleségül. Hat hónapnyi házasság után elvált tőle, mert nem esett teherbe.
39-ben vagy 40 elején viszonyt kezdett Milonia Caesoniával, akinek első házasságából már volt három lánya. Hamarosan teherbe esett és tőle született Caligula egyetlen gyereke, Iulia Drusilla.

## Megjelenése és egészségi állapota

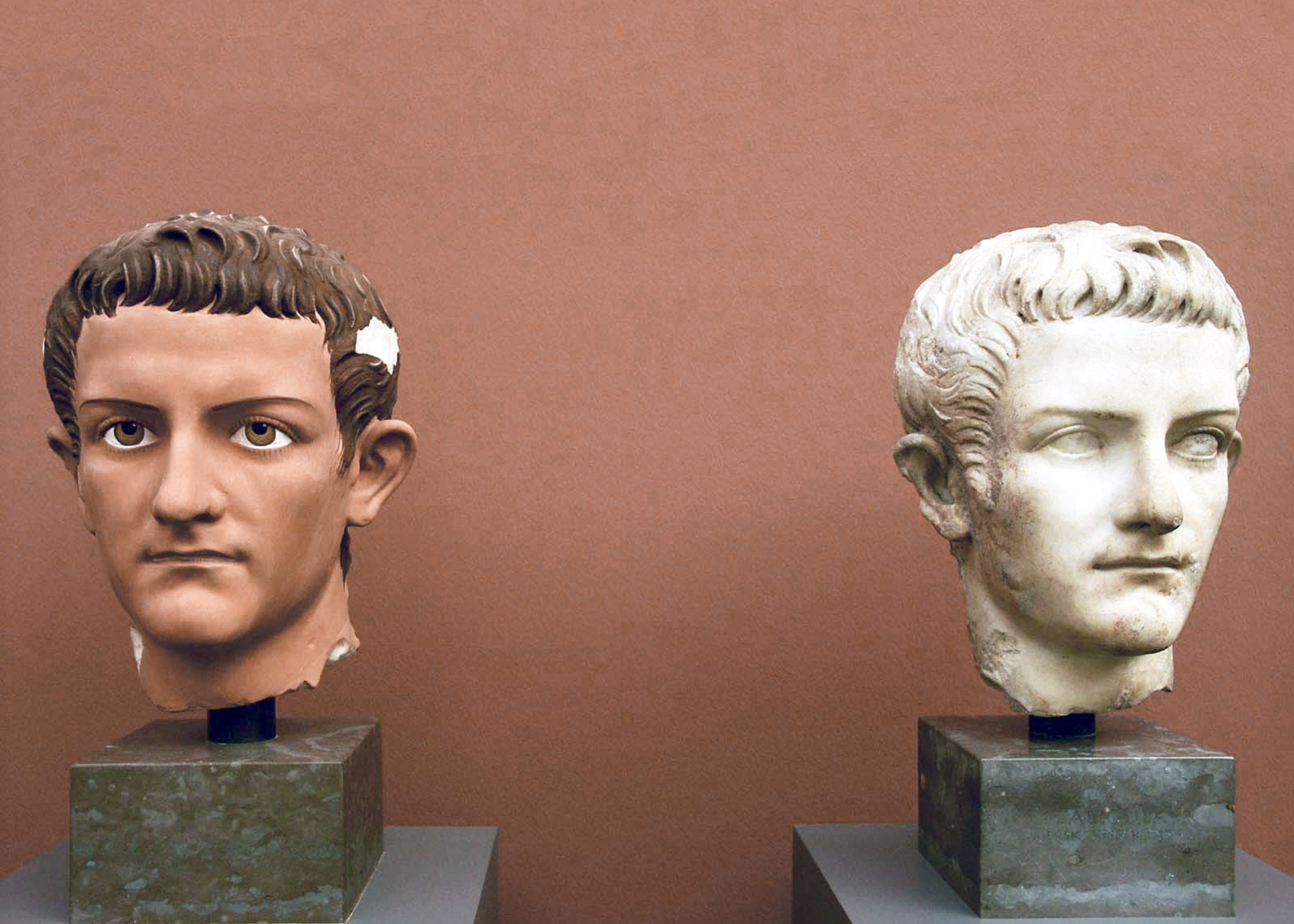
Festékmaradványok alapján rekonstruált színezetű Caligula-szobor

Suetonius leírása szerint Caligula "magas termetű, sápadt arcú, testes, nagy darab férfi volt; nyaka, combja nagyon vékony, szeme, halántéka beesett, homloka széles és komor, haja ritkás, feje búbján egészen kopasz, de teste egyéb részeit szőr borította. Épp ezért halálos bűnt követett el valaki, ha elhaladván előtte felülről nézett rá, vagy bármi okból kimondta azt a szót, hogy kecske." A szobrain talált festékmaradványok alapján haja és szeme barna volt, bőre pedig fehér.
Valamennyi ókori történetíró (idősebb Plinius kivételével) egybehangzóan állítja, hogy Caligula őrült volt; figyelembe kell venni azonban, hogy szinte minden szerző rosszindulattal viseltetett vele szemben, így nehéz elválasztani a tényeket a vádaskodásoktól. Újabban megpróbálták diagnosztizálni az állapotát, ennek során felmerült az encephalitisz, epilepszia és meningitisz lehetősége is. Hogy ténylegesen elmebeteg volt-e, az a rendelkezésre álló források alapján biztonsággal nem állapítható meg.
Alexandriai Philón, Iosephus Flavius és Seneca szerint őrültsége nem betegség, hanem jellemének hibája volt és élettapasztalatai tették ilyenné. Seneca azt állítja, hogy Caligula csak császárrá válása után lett arrogáns és indulatos és felhívja olvasói figyelmét hogy okuljanak példájából. Iosephus szerint a hatalom tette olyan önteltté, hogy már azt hitte magáról, hogy istenné vált. Philón szerint pedig Caligula csak azután lett kegyetlenné, hogy uralkodásának nyolcadik hónapjában majdnem belehalt betegségébe (vagy a mérgezésbe). Iuvenalis és Suetonius azt írja, hogy a Caesonia szerelmi bájitalt itatott vele és attól borult el az elméje.
Állítólag fiatal korában epilepsziától szenvedett és felnőttként is néha úgy rájött a gyengeség, hogy le kellett ülnie vagy feküdnie. Talán emiatt nem tanult meg úszni, mert félt hogy a vízben rohamot kap és megfullad.
Egyes mai feltételezések szerint ingerlékenysége és id. Plinius által leírt bámuló tekintete alapján a császár pajzsmirigytúltengésben szenvedhetett.

## Halála

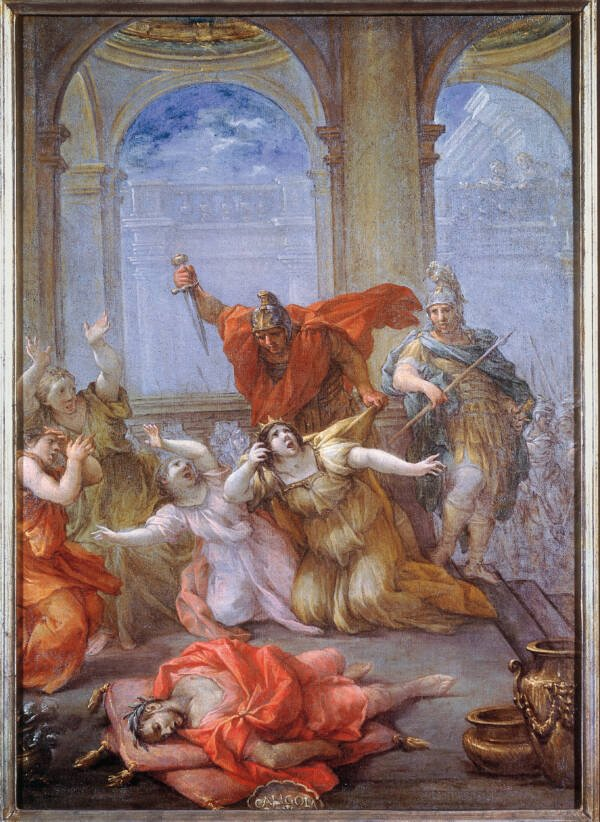
Caligula meggyilkolása (Lazzaro Baldi képe, 17. sz.)

A szenátust és a lovagi rendet rettegésben tartó császár ellen hamarosan összeesküvéseket kezdtek szervezni. Többek között két húga és meghalt húgának férje, Marcus Aemilius Lepidus próbálta – állítólag – megölni. Végül két szenátor (Marcus Vinicius és Lucius Annius Vinicianus), valamint Cassius Chaerea, a praetoriánus gárda parancsnoka szövetkezése volt az, amely sikerrel járt. Chaereát a császár rendszeresen sértegette, elpuhult kéjencnek csúfolta, amikor jelszót kért tőle, a császár mindig Priapus vagy Venus nevét adta meg és ha valamiért köszönetet kellett mondania Caligulának, az trágár mozdulattal nyújtotta csókra a kezét.
41. január 24 reggel Caligula egy föld alatti folyosón át elhagyni készült a palotáját. A folyosón éppen asiai nemesifjak gyakoroltak a fellépésükre. A pontos eseményeket illetően több verzió is ismert. Az egyik szerint az összeesküvők itt érték utol az ifjakkal beszélgető császárt és Chaerea hátulról rávágott kardjával a fejére, a többiek pedig összedöfködték. Egy másik verzió szerint a testőrparancsnok jelszót kért a császártól, amire az a 'Jupiter'-t adta meg. "Érjen hát utol haragja!" kiáltotta Chaerea és a földre sújtotta, majd társaival együtt legalább harmincszor megszúrta Caligulát. Suetonius megjegyzi, hogy halála hasonló volt Caesaréhoz; abban is, hogy mindkettejüket ellen egy Cassius nevű férfi szervezett összeesküvést. A germán testőrök már csak késve értek oda, de néhány összeesküvőt és pár ártatlan szenátort levágtak.
Caligula meggyilkolásának helyszínét, a fedett folyosót 2008-ban tárták fel a régészek.
Caligula halála után a szenátus megpróbálta visszaállítani a köztársaságot, de a hadsereg ragaszkodott a császársághoz. Az összeesküvők erre megölték Caligula feleségét, Caesoniát és csecsemő lányát, Iulia Drusillát. A család egyetlen túlélő tagja, Claudius egy ajtó mögött keresett menedéket, onnan húzta elő egy katona, hogy a praetoriánusok táborába vigye, ahol császárrá kiáltották ki. Claudius ezt követően amnesztiát hirdetett, csak Chaereát és néhány kisebb rangú összeesküvőt végeztetett ki.
Caligula holttestét titokban a Lamia-féle kertekbe vitték, ahol hevenyészett máglyán elégették és egy sekély sírba elásták a fű alá. Később a száműzetésből hazatérő húgai temettették el ünnepélyesen Augustus mauzóleumában. Róma 410-es kifosztásakor maradványait szétszórták.

## Forráskritika

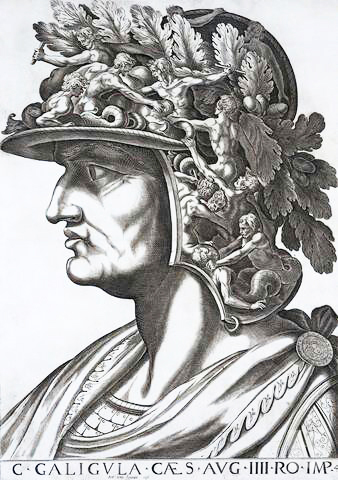
Caligula reneszánsz-kori ábrázolása

Caligula uralkodásának eredeti dokumentumai elvesztek. Két korabeli forrás ismert: Alexandriai Philón és ifjabb Seneca művei. Philón művei közül az A Caius császárnál járt küldöttségről és a Flaccus ellen közöl némely részleteket a császár uralkodásának korai szakaszáról, de elsősorban a júdeai és alexandriai zsidókkal foglalkozik. Seneca különböző levelei elsősorban anekdotákat közölnek Caligula személyiségéről. Senecát 39-ben majdnem kivégezték, mert állítólag összeesküvőkkel tartott kapcsolatot.
A kortárs szerzők több részletes leírást is adtak Caliguláról, de ezek többsége mára elveszett és íróikról is tudott, hogy hozzáállásuk vagy túlságosan kritikus vagy vakon támogatták a császár tevékenységét. Mindenesetre a későbbi történetírók Philón és Seneca mellett az ők munkáikból is merítettek saját összefoglalóikhoz. Ismert, hogy a kortársak közül Fabius Rusticus és Marcus Cluvius Rufus tüntette fel igen negatív színben Caligulát. Fabius Rusticusról, Seneca barátjáról tudjuk, hogy hajlamos volt a tények elferdítésére és színes részletekkel való kicifrázására. Cluvius Rufus szenátor pedig részt vett a császár meggyilkolására irányuló összeesküvésben.
Caligula húga, Agrippina írt egy önéletrajzot, amely nyilván tartalmazta bátyja uralkodásának leírását is, azonban ez is elveszett. Agrippinát száműzték, mert kapcsolatban volt a Caligula meggyilkolását tervező Marcus Lepidusszal, fiának (a leendő Nero császárnak) örökségét pedig elkobozták; így teljesen objektív leírás tőle sem várható. A költő Gaetulicus írt néhány dicsőítő verset a császárról, de ezek sem maradtak ránk.
Róla szóló tudásunk döntő többsége Suetoniustól és Cassius Diótól származik. Suetonius 80 évvel Caligula halála után írt Caesarok élete c művét, míg Cassius Dio 180 évvel később írta Róma történetét átfogó munkáját. Utóbbi azért nagyon fontos, mert egyedül a Róma története követi az időrendet Caligula uralkodásának leírásánál.
Néhány másik forrásból egyéb részleteket is megtudhatunk. Iosephus Flavius részletesen leírja meggyilkolásának körülményeit. Tacitus Évkönyvek-jeiben gondosan leírta minden év fontos eseményeit, de a Caligula uralkodására vonatkozó részek elvesztek, így csak a trónra lépése előtti események ismertek. Idősebb Plinius Természetrajz-a néhány helyen utal Caligulára.
A ránk maradt források közül egyik sem tünteti fel Caligula alakját kedvező fényben. Emellett uralmának számos fontos részlete csak hiányosan ismert, mint például Mauretania annektálása, germán hadjárata, vagy a szenátussal való viszálya.

## Alakja a művészetekben
- Albert Camus 1939-es Caligula c. egzisztencialista drámájában Drusilla halálát követően gyilkosságok és perverziók révén próbálja elérni a teljes szabadságot, majd végül megszervezi saját meggyilkolását.
- Robert Graves Én, Claudius c. regényében szociopataként ábrázolja Caligulát, aki már tíz évesen a halálba hajszolja apját, uralkodása elején megőrül.[111] A regényből a BBC 1976-ban minisorozatot készített.
- 1979-ben olasz–amerikai erotikus filmdráma készült Caligula címmel, Malcolm McDowell főszereplésével.

### Elsődleges források
- Cassius Dio: Róma története, 59. könyv (angolul)
- Iosephus Flavius: A zsidók története XVIII–XIX. könyv (magyarul, angolul)
- Alexandriai Philón:
  - Philo alexandriai jelentése a Caius Caligulánál járt küldöttségről (angolul)
  - Flaccus ellen(angolul)
- Ifjabb Seneca művei: (angolul)
  - On Firmness
  - On Anger
  - To Marcia, On Consolation
  - On Tranquility of Mind
  - On the Shortness of Life
  - To Polybius, On Consolation
  - To Helvia, On Consolation
  - On Benefits
  - On the Terrors of Death (Epistle IV)
  - On Taking One's Own Life (Epistle LXXVII)
  - On the Value of Advice (Epistle XCIV)
- Suetonius: Caesarok élete (magyarul, angolul)
- Tacitus: Évkönyvek (magyarul, angolul)

### Másodlagos források
- Balsdon, V. D.. The Emperor Gaius. Oxford: Clarendon Press (1934)
- Barrett, Anthony A.. Caligula: the corruption of power. London: Batsford (1989). ISBN 978-0-7134-5487-1
- Grant, Michael. The Twelve Caesars. New York: Penguin Books (1979). ISBN 978-0-14-044072-0
- Hurley, Donna W.. An Historical and Historiographical Commentary on Suetonius' Life of C. Caligula. Atlanta: Scholars Press (1993)
- Sandison, A. T. (1958). „The Madness of the Emperor Caligula”. Medical History 2 (3), 202–209. o. DOI:10.1017/s0025727300023759. PMID 13577116. PMC 1034394.
- Wilcox, Amanda. Nature's Monster: Caligula as exemplum in Seneca's Dialogues, Kakos: Badness and Anti-value in Classical Antiquity, Mnemosyne: Supplements. History and Archaeology of Classical Antiquity. Leiden: Brill (2008)

## Fordítás
- Ez a szócikk részben vagy egészben  a   Caligula című angol Wikipédia-szócikk ezen változatának fordításán alapul.  Az eredeti cikk szerkesztőit annak laptörténete sorolja fel. Ez a jelzés csupán a megfogalmazás eredetét és a szerzői jogokat jelzi, nem szolgál a cikkben szereplő információk forrásmegjelöléseként.

| Elődei: Cnaeus Acerronius Proculus és Caius Petronius Pontius Nigrinus | Consul 37. július-augusztus collega: Claudius | Utódai: Aulus Caecina Paetus (suff) és Caius Caninus Rebilus (suff) |

| Elődei: Servius Asinius Celer (suff) és Sextus Nonius Quintilianus (suff) | Consul 39. január collega: Lucius Apronius Caesianus | Utódai: Quintus Sanquinius Maximus (suff) és Aulus Didius Gallus (suff) |

| Elődei: Cnaeus Domitius Afer (suff) és Aulus Didius Gallus (suff) | Consul 40 collega: egyedüli consul | Utódai: Caius Laecanius Bassus (suff) és Quintus Terentius Cuello (suff) |

| Elődei: Caius Laecanius Bassus (suff) és Quintus Terentius Cuello (suff) | Consul 41. január 1-13. collega: Cnaeus Sentius Saturninus | Utódai: Quintus Pomponius Secundus (suff) és Marcus Seius Varanus (suff) |

| Előző uralkodó: Tiberius | Római császár 37 – 41 | Következő uralkodó: Claudius |